# Piet Heuwekemeijer

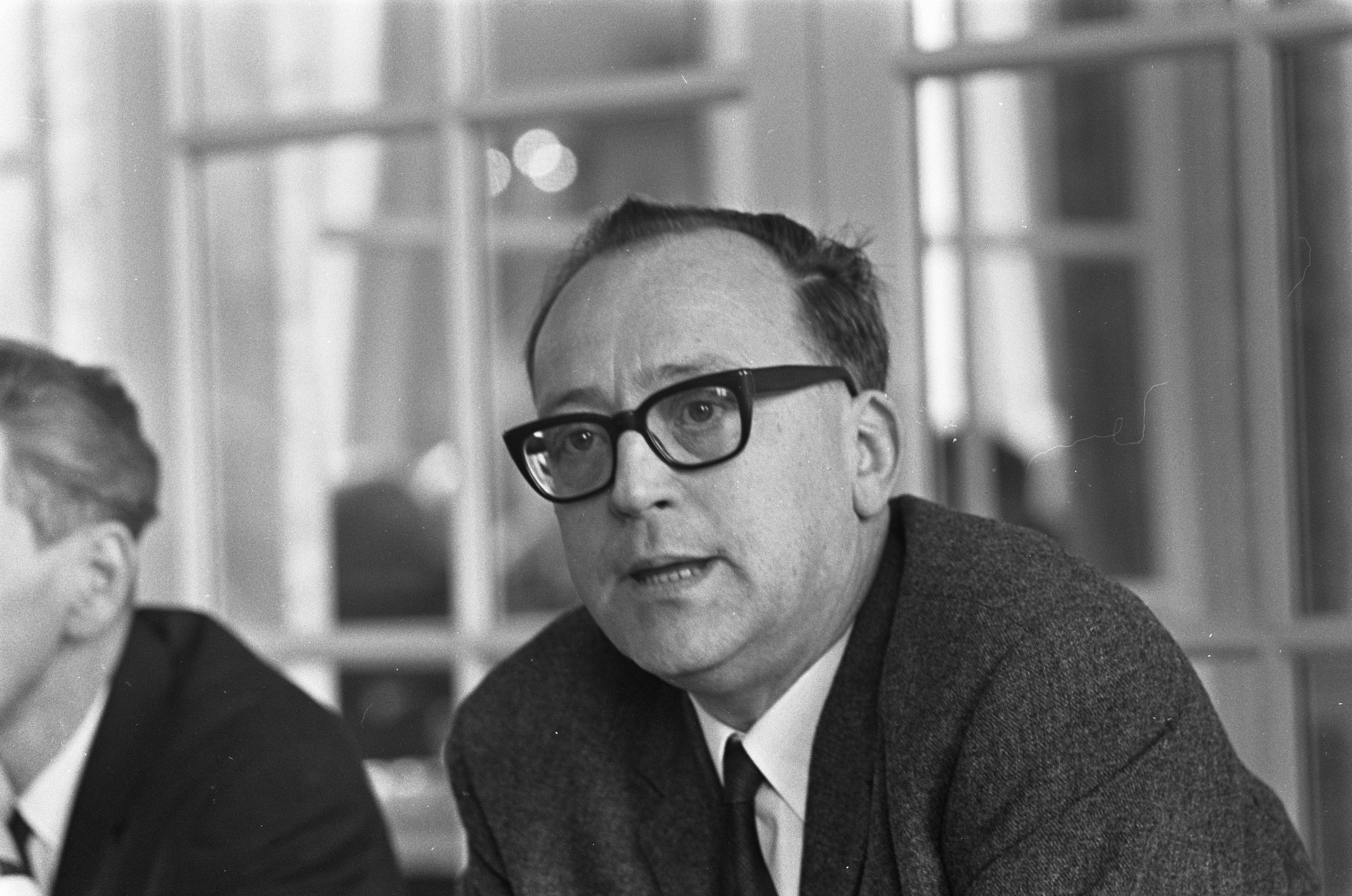
P.C. Heuwekemeijer (1967)

Petrus Cornelis (Piet) Heuwekemeijer (Sloten, 15 maart 1915 – Blaricum, 15 maart 2008) was een Nederlands violist en enige jaren directeur van het Concertgebouworkest.
Hij was een nakomertje van Antonius Augustinus Heuwekemeijer (houder van een concertbureau) en Catharina Petronella Wilhelmina Ammerman. Zusters Nel (Petronella Wilhelmina Maria, viool) en Lies (Elisabeth Johanna Cornelia, cello) en broer Toon Heuwekemeijer (piano en harmonica) speelden ook muziek in een periode dat hij en zijn zus Toos Heuwekemeijer (harp) nog te jong waren. Piet was zelf tussen 1939 en 1972 getrouwd met Magdalena Roose en vanaf 1972 met Alida Elisabeth (Lideke) de Lange. Lideke Heuwekemeijer was jarenlang secretaresse bij het RIOD en dus ook van Loe de Jong.
Piet Heuwekemeijer werd violist en werd betrokken bij het amusementsorkestje bij de klassieke muziek The Jolly Jokers; een ensemble dat optrad voor liefdadigheid. Het is dan 1930. Hij werd in 1935 violist van het Concertgebouworkest; een functie die hij tot 1959 aanhield. Hij speelde ook in het kamermuziekensemble Amsterdams Kamermuziek Gezelschap. 
Hij groeide uit tot directeur van het orkest en was in die functie werkzaam van 1959 (hij was meteen orkestlid af) tot 1967. 'Voor die tijd was de functie geldig voor zowel Concertgebouw en haar orkest. Een geschil over het optreden van de Nederlands-Duitse dirigent Paul van Kempen was reden het bestuur van gebouw en orkest te scheiden. Hij was er directeur ("Nederlandse Orkeststichting tot beheer van het Concertgebouworkest") tijdens de Aktie Notenkraker (hij werd beticht van terughoudendheid), maar kwam even later (1967) in aanvaring met chefdirigent Bernard Haitink en overige bestuursleden. Hij wilde meer repertoire-uitbreiding en een oprichting van een pool van 200 tot 250 muzikanten om van daaruit per gelegenheid een ensemble dan wel orkest samen te stellen.
Daarna werd hij directeur van de omroeporkesten in Hilversum (1 februari 1968-1980). Daar kreeg hij als artistiek en organisatorisch adviseur zijn wensen wel ingewilligd in een tijd dat de Nederlandse Radio Unie (NRU) overging in de Nederlandse Omroep Stichting (NOS) met onder andere de oprichting van het Orlando Strijkkwartet. In 1971 werd hij “hoofd van de dienst muziekprogrammafaciliteiten voor de radio". Ook na 1980 bleef hij zich met de herinrichting van de orkesten bemoeien. In 1986 trachtte hij tevergeefs het Frysk Orkest te redden van een bezuinigingsronde; hij werd de architect genoemd van het Noordelijk Filharmonisch Orkest, dat sinds 1989 de noordelijke provincies van muziek voorzag; het zogenaamde twee-locatiemodel.
Hij gaf al sinds de jaren vijftig lessen aan het Amsterdams Muzieklyceum. Zijn bekendste leerling was Hans Vonk, die het evenwel niet maakte als violist, maar als dirigent.
Zijn laatste levensjaren bracht het echtpaar door in het Rosa Spierhuis; hij had (nog) samen met Rosa Spier in het orkest gespeeld. In dat verzorgingstehuis bleef hij concerten organiseren. In dat tehuis kwam ook zijn autobiografie tot stand: De autobiografie van Piet Heuwekemeijer (Appelbloesem, 2000 ISBN 9789070459345)
Hij overleed in het Ter Gooi Ziekenhuis.  
- International Standard Name Identifier: 0000 0003 8942 1727
- Nederlandse Thesaurus van Auteursnamen: 074302094
- Virtual International Authority File: 282780205
- WorldCat: E39PCjBQmyBGm43R6bQJByFtKd